# Репище (Мядельський район)
Репище (біл. вёска Рэпішча) — село в складі Мядельського району Мінської області, Білорусь. Село підпорядковане Будславській сільській раді, розташоване в північній частині області.